# Qūrjāq
Qūrjāq (persiska: قورجاق, Qeverjāq) är en ort i Iran.   Den ligger i provinsen Östazarbaijan, i den nordvästra delen av landet, 400 km nordväst om huvudstaden Teheran. Qūrjāq ligger 1 281 meter över havet och antalet invånare är 242.
Terrängen runt Qūrjāq är huvudsakligen kuperad, men åt nordost är den platt. Runt Qūrjāq är det ganska glesbefolkat, med 40 invånare per kvadratkilometer. Närmaste större samhälle är Darīn Daraq, 6,7 km väster om Qūrjāq. Trakten runt Qūrjāq består i huvudsak av gräsmarker.